# Le Larderet
Le Larderet település Franciaországban, Jura megyében. Lakosainak száma 50 fő (2022. január 1.). Le Larderet Chapois, Le Latet, Les Nans és Vers-en-Montagne községekkel határos.

## Népesség
A település népességének változása:
| Lakosok száma | 60   | 48   | 63   | 71   | 85   | 76   | 74   | 60   | 53   | 50   |
|               | 1968 | 1982 | 1990 | 2006 | 2013 | 2015 | 2017 | 2019 | 2020 | 2022 |